# Ina Wagner
Ina Wagner (* 1946) ist eine österreichische Physikerin, Informatikerin und Soziologin. Sie war 1987 die erste Professorin, die von außerhalb der TU Wien auf die Fakultät für Informatik berufen wurde und auch die erste, die sich hauptsächlich mit feministischer Forschung, Frauenforschung und Gender Studies im Umfeld von Naturwissenschaft und Technik beschäftigte. Ab 2009 hielt sie außerdem eine aktive Professur an der Universität Oslo. 2011 ging Wagner in Österreich in Pension.

## Karriere
Nach Abschluss ihres Doktorats in Physik 1972 an der Universität Wien arbeitete Wagner als Assistentin mit Schwerpunkt Physikdidaktik am Institut für Festkörperphysik der Universität Wien. Sie führte ein Studium Irregulare mit Nebenfach Pädagogik und dissertierte in Kernphysik. Daneben besuchte sie Lehrveranstaltungen in Philosophie und Erkenntnistheorie.
1979 habilitierte Wagner an der Universität für Bildungswissenschaften in Klagenfurt.
In den 1980er Jahren arbeitete Wagner im Auftrag der Frauenabteilung des Sozialministeriums an drei Frauenforschungsprojekten: Mädchen in nichttraditionellen Lehrberufen, Frauenarbeit im automatisierten Büro – eine der weltweit ersten Studien zur Büroautomation – und Frauen in ungelernten Berufen.
Als sie 1987 auf die Fakultät für Informatik an der TU Wien berufen wurde, war sie die zweite Frau, die in der Geschichte der TU einen Lehrstuhl erhielt, und sie war dort die erste Professorin, die von einer anderen Universität kam.
1998 habilitierte Wagner in Informatik (Bereich Computer Supported Cooperative Work) auf der TU Wien.
Wagner war Universitätsprofessorin für Multidisziplinäres System Design und leitete das Institut für Gestaltungs- und Wirkungsforschung an der Fakultät für Informatik an der TU Wien von 1987 bis zu ihrer Pensionierung 2011. Ihre Forschung konzentrierte sich auf Frauen, Arbeit und Technik sowie Technik im Gesundheitsbereich. Sie arbeitete außerdem an europäischen Projekten in den Bereichen Architektur und Stadtplanung, zuletzt etwa „Integrated Project City“. In den Jahren 1997–2000 war Wagner Mitglied der Ethikgruppe der Europäischen Kommission. Seit 2001 arbeitet sie in der österreichischen Bioethik-Kommission.

## Arbeit zur Gleichstellung von Frauen
Wagner hat den Arbeitskreis für Gleichbehandlung an der TU Wien mit aufgebaut und war von 1995 bis 1997 die Vorsitzende des Gleichbehandlungskreises im Ministerium für Wissenschaft, Forschung und Kunst. In dieser Zeit schrieb sie gemeinsam mit Silvia Ulrich den ersten Frauenförderplan. Als habilitierte Professorin vergab sie oft Diplomarbeiten und Dissertationen zu interdisziplinären Themen.

## Werke
- Women in the Automated Office. Contradictory Experiences – Individual and Collective Coping Strategies. In: A. Olerup, L. Schneider, E. Monod (Hrsg.): Women, Work and Computerization. North Holland, Amsterdam 1985, 53–64.
- Vergessene Frauenarbeitsbereiche. Berufsverläufe, Arbeitsbedingungen, Lebensperspektiven. Mit Ferdinand Lechner, Ulrike Papouschek, Gerald Steinhardt und Angelika Volst, Focus Verlag, Gießen 1991, ISBN 3-8834-9387-2.

## Preise und Auszeichnungen
- 2011: Gabriele-Possanner-Staatspreis[6] und Wiener Frauenpreis[7]
- 2019: Ehrenbürgerin der Technischen Universität Wien[8]